# 아이스바인
아이스바인(독일어: Eisbein)은 독일의 돼지고기 요리이다. 살짝 염지한 햄 혹 부위를 삶아 내는 음식으로, 주로 자우어크라우트와 삶은 감자 등을 곁들여 먹는다. "아이스바인과 자우어크라우트"가 독일의 국민 음식 가운데 하나로 여겨진다.

## 이름
독일어 "아이스바인(Eisbein)"과 "학세(Hachse)"는 둘 다 돼지의 "햄 혹" 부위를 가리키는 말이다. 오스트리아에서는 "슈텔체(Stelze)"로, 프랑켄 지역에서는 "크뇌힐라(Knöchla)"로, 쾰른 지역에서는 "헴헤(Hämmche)"로도 불린다.
"아이스바인"의 어원은 고대 고지 독일어 "이스베인(īsbein)"이며, "이스-(īs-)"는 "볼기뼈"를 뜻하는 라틴어 "이스키아(ischia)"에서 유래한 것으로 추정된다. "베인(bein)"은 "다리"라는 뜻이다. 고대 고지 독일어에서는 "이스베인"의 "이스"가 초기부터 "얼음"을 뜻하는 "이스(īs)"와 연관지어졌으며, "이스베인"이 썰매 날을 만드는 데 쓰이는 길쭉한 뼈를 뜻하게 되었다고 추정된다. 현대 독일어 "아이스바인(Eisbein)"도 "얼음 다리"라는 뜻이다.

## 만들기
독일 남부와 오스트리아, 체코에서는 염지하지 않은 햄 혹을 구워 먹지만(슈바인스학세, 슈바인스슈텔체, 페체네 콜레노), 독일 중·북부와 폴란드에서는 염지한 햄 혹을 삶아 먹는다(아이스바인, 골론카).
아이스바인을 준비할 때는 염지된 햄 혹을 양파, 당근, 마늘 등 향신채와 깟씨, 두송자, 마조람, 올스파이스 등 향신료, 월계수 잎 등 허브를 넣은 물에 푹 삶는다. 맥주에 삶기도 한다. 잘 삶아지면 자우어크라우트, 에르프스퓌레, 삶은 감자 등을 곁들여 먹는다.

## 사진

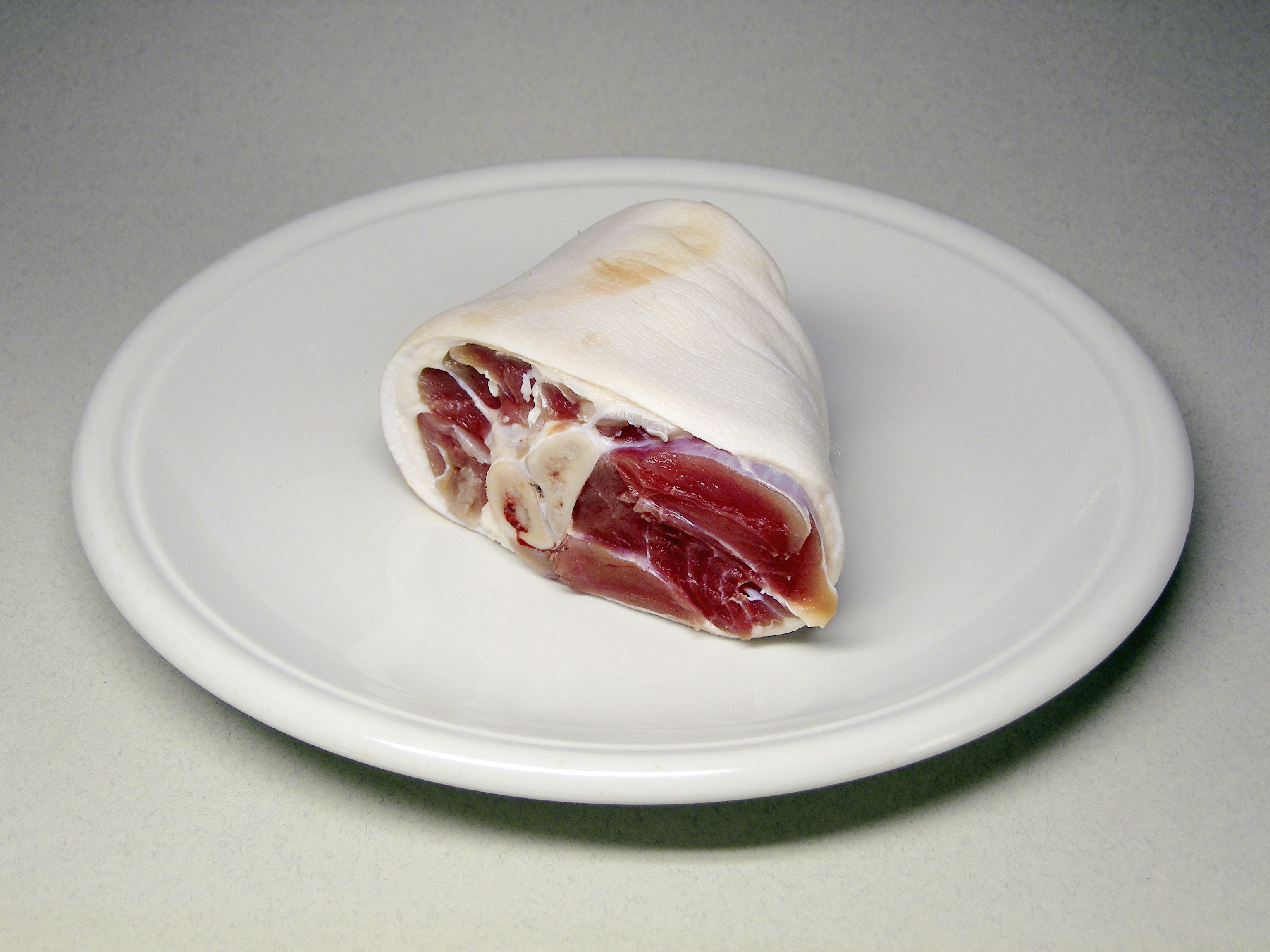
염지된 아이스바인
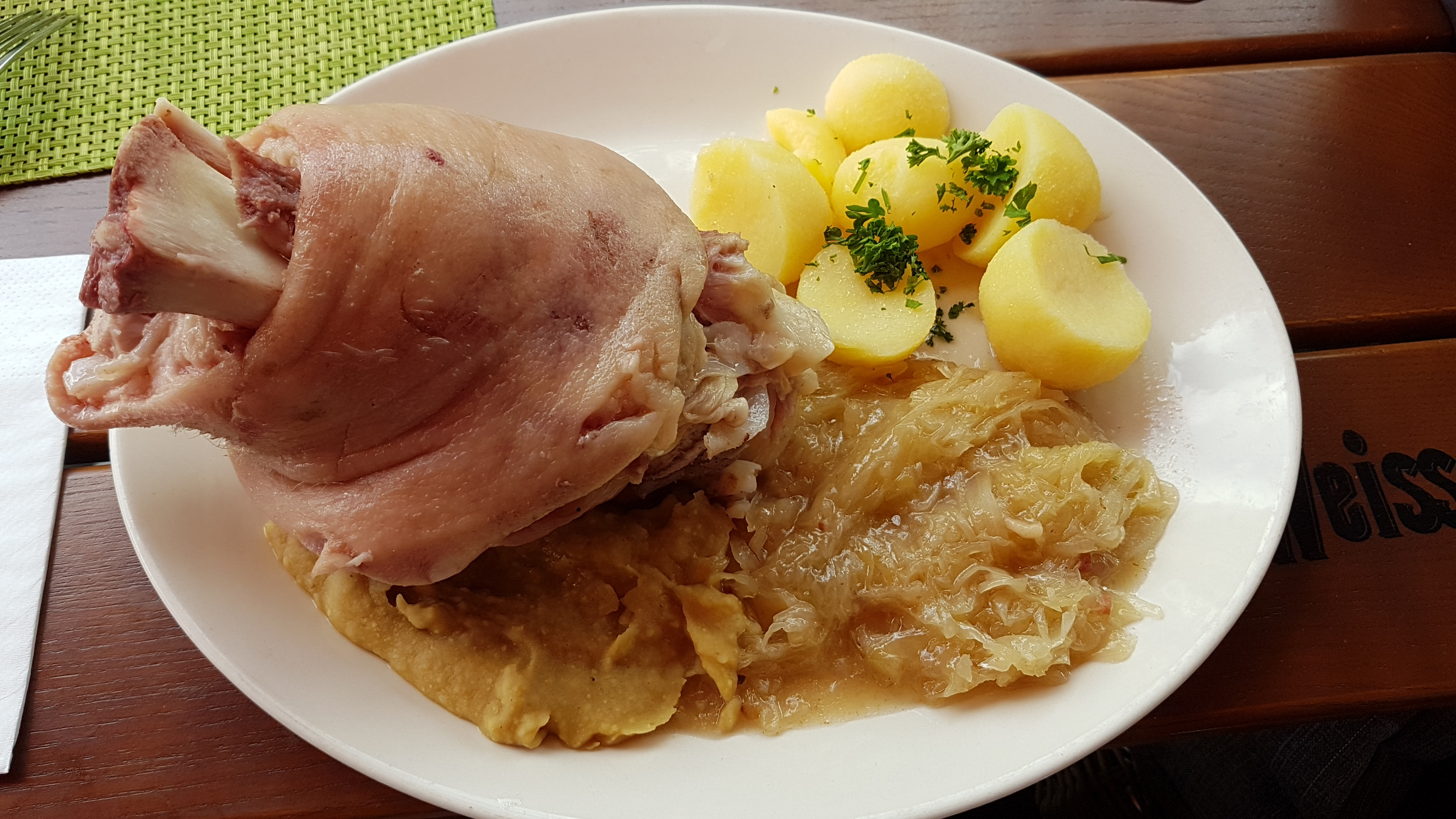
아이스바인과 자우어크라우트, 에르프스퓌레, 삶은 감자

## 같이 보기
- 골론카
- 슈바인스학세